# مارکو کروینولا
 مارکو کروینولا (انگلیسی: Marco Crugnola؛ زادهٔ ۲۴ مهٔ ۱۹۸۳) یک تنیس‌باز اهل ایتالیا است.